# Crime de sodomie au Canada
Pour un article plus général, voir Loi anti-sodomie.
Cet article fait état du crime de sodomie au Canada.
La sodomie est interdite depuis l'époque coloniale jusqu'à l'entrée en vigueur d'une loi en 1969, moment où elle est en majeure partie dépénalisée.
La sodomie demeure néanmoins interdite dans le Code criminel jusqu'en 2019 en tant qu'infraction séparée dans deux cas de figure distincts : lorsqu'elle n'est pas consentie et, jusqu'en 2016, lorsqu'elle est néanmoins consentie mais qu'elle concerne des personnes âgées de 16 à 18 ans, l'âge de consentement pour les actes homosexuels étant jusqu'alors repoussé de deux ans par rapport à celui pour les actes hétérosexuels.
De nos jours, la disparité dans l'âge de consentement en fonction de l'orientation sexuelle est abolie et une infraction séparée pour la sodomie non consentie n'était de toute manière plus nécessaire car l'interdiction des rapports non consentis était déjà couverte par l'infraction d'agression sexuelle adoptée en 1983.

## Infraction criminelle de common law
Avant 1955, la sodomie était aussi un crime de common law (en), en plus d'être un crime statutaire. Pendant toute la période coloniale depuis la Conquête de 1759-1760 jusqu'à la création du Dominion et l'adoption subséquente des premières lois pénales en 1869 puis du Code criminel en 1892, la common law était l'une sources principales pour définir les infractions pénales avec les statuts du Parlement britannique. Ainsi, il est précisé que la sodomie est un crime dans les ouvrages historiques suivants de common law : 
- E. Coke, The Third Part of the Institutes of the Laws of England : Concerning High Treason, and Other Pleas of the Crown, and Criminal Causes, 1797, publié pour la première fois en 1644
- M. Hale, Pleas of the Crown : A Methodical Summary (1678), p. 117;
- M. Hale, Historia Placitorum Coronae (1736), vol. I, p. 669;
- E. H. East, A Treatise of the Pleas of the Crown (1803), vol. I, p. 480

Le point de départ historique de la common law est 1189, qui correspond à la fin du règne de Henri II et à ce que les historiens de la common law appellent le début du temps immémorial.
L'abolition du pouvoir de la common law canadienne de définir des infractions criminelles remonte à 1955 au moment de l'entrée en vigueur de l'article 9 du Code criminel. Cette disposition énonce le principe de légalité en droit pénal et prévoit qu'un prévenu ne peut être condamné qu'en vertu d'un texte de loi canadien.

## Lois pénales statutaires anglaises de 1533, 1562, 1828 et 1861
Parallèlement à la common law, des lois statutaires anglaises répriment la sodomie à partir de 1533. Avant cette date, le crime existait déjà mais relevait des tribunaux ecclésiastiques. La Buggery Act 1533 est le premier Acte du Parlement britannique à réprimer la sodomie. La reine Marie Tudor abroge ensuite la loi afin de restaurer la compétence des tribunaux ecclésiastiques anglais en cette matière, mais la loi de 1533 est restaurée en 1562. En 1828, une loi appelée An Act for consolidating and amending the Statutes in England relative to Offences against the Person confirme la loi de 1562 et précise que l'émission de semence n'est pas nécessaire et que la « connaissance charnelle » serait « réputée complète sur preuve de la pénétration seule ».
Avant la création du Dominion du Canada en 1867, une loi britannique de 1861 appelée  The Offences against the Person Act  criminalisait la sodomie : 

« 61. [traduction] Quiconque est reconnu coupable du crime abominable de sodomie, commis soit avec un être humain, soit avec un animal, est passible, à la discrétion de la Cour, de travaux forcés à perpétuité ou d’une peine minimale de dix ans. »

## Infraction criminelle statutaire canadienne avant l'entrée en vigueur du Code criminel (1869-1892)
L’Acte concernant les offenses contre la Personne de 1869 contient une infraction criminelle de sodomie  qui reprenait pour l'essentiel la loi britannique de 1861 : 

« 63. Quiconque est convaincu du crime abominable de sodomie, commis soit avec un être humain, soit avec un animal, sera passible de l’incarcération dans le pénitencier pour la vie, ou pour un terme de pas moins de deux ans. »

Des modifications mineures sont apportées à cette disposition en 1886 au moment de l'entrée en vigueur de l'Acte concernant les crimes et délits contre les mœurs et la tranquillité publiques. L'article 1 de cette loi prévoit que : 

« 1. Quiconque commet la sodomie ou la bestialité est coupable de félonie et passible d'emprisonnement à perpétuité. »

## Infraction criminelle du Code criminel de 1892 jusqu'en 1969
Au moment de l'entrée en vigueur du Code criminel en 1892 une disposition du Code criminel canadien punissait l'infraction de sodomie, mais elle a été décriminalisée dans certaines circonstances en 1968 par la Loi de 1968-69 modifiant le droit pénal.
L'ancienne disposition de 1892 punissait en même temps la bestialité, prévoyait une peine d'emprisonnement à perpétuité et se lisait ainsi : 

« 174. Est coupable d’un acte criminel et passible d’emprisonnement à perpétuité, celui qui commet la sodomie ou la bestialité. »

Dans la version de 1955 du Code criminel, la peine maximale est réduite à 14 ans : 

« 147. Est coupable d’un acte criminel et passible d’un emprisonnement de quatorze ans, quiconque commet la sodomie ou bestialité. »

George Klippert est la dernière personne arrêtée, accusée, poursuivie, condamnée et emprisonnée pour grossière indécence en raison de son homosexualité avant sa décriminalisation en 1969

## Survivance de l'infraction criminelle sous le nom de relations sexuelles anales
Malgré la croyance populaire, le crime de sodomie n'a pas été complètement abrogé en 1968-1969, mais la loi a plutôt été modifiée pour exclure son application entre un mari et sa femme et entre les adultes consentants âgés de plus de 18 ans (21 ans initialement). Pour les personnes qui tombaient hors de ces catégories, le crime de sodomie est demeuré en force. En 1985, le législateur a décidé de maintenir l'infraction de sodomie, mais de la renommer en crime de « relations sexuelles anales ».
L'ancienne disposition dans la version de 2018 du Code criminel se lisait ainsi : 

« Relations sexuelles anales
159 (1) Quiconque a des relations sexuelles anales avec une autre personne est coupable soit d’un acte criminel et passible d’un emprisonnement maximal de dix ans, soit d’une infraction punissable sur déclaration de culpabilité par procédure sommaire. »

Ce crime de « relations sexuelles anales » est demeuré dans le Code criminel jusqu'en 2019, mais avant cela, il avait été peu appliqué, en plus d'être déclaré inconstitutionnel par les tribunaux d'appel de plusieurs provinces.

## Loi permettant la radiation des condamnations pour sodomie
En 2018, le législateur canadien a adopté une « Loi sur la radiation de condamnations constituant des injustices historiques». Cette loi permet de faire radier les condamnations de personnes LGBT pour sodomie, relations sexuelles anales et grossière indécence.
La loi donne un pouvoir discrétionnaire à la Commission des libérations conditionnelles du Canada de procéder à la radiation. La Commission peut appliquer la loi pour les injustices historiques relativement aux relations sexuelles consenties, mais elle peut aussi théoriquement refuser la radiation pour les cas où l'infraction de sodomie a été utilisée pour des relations sexuelles sans consentement en tant que prédécesseur historique du crime d'agression sexuelle.
Puisque les personnes historiquement accusées de sodomie sont souvent décédées, la loi permet que les membres de la famille puissent faire la demande à la place des personnes décédées.

## Utilisation récente de l'infraction contre des abus sexuels antérieurs à 1969
Malgré la décriminalisation de la sodomie et l'abrogation du crime des relations sexuelles anales, il existe un principe en droit pénal canadien que lorsqu'une personne est accusée d'une infraction, il faut appliquer le droit en vigueur au moment où elle aurait commis l'infraction. Ce principe est consacré dans la Charte canadienne des droits et libertés. D'autre part, les actes criminels sont imprescriptibles en droit canadien. Donc pour ces raisons, l'infraction de sodomie a déjà été utilisée dans des procès pénaux bien au-delà de 1968-1969, lorsque les faits remontent avant la dépénalisation de 1969. Dans cette utilisation tardive du chef d'accusation de sodomie, l'objectif de l'État n'est pas de persécuter les homosexuels, il s'agit plutôt de s'attaquer à des abus sexuels qui auraient par exemple été commis par des membres du clergé envers des enfants ou des adultes.
À titre d'illustration, Radio-Canada présente le cas d'un prêtre du Nouveau-Brunswick qui a été accusé et condamné en 2015 pour « tentative de sodomie » pour des faits remontant entre 1967 et 1969.